# 開化府
開化府，清代雲南省的府。

开化府在云南省的位置（1820年）

最要。隸臨安開廣道。總兵駐。明，教化、王弄、安南三長官司，屬臨安府。康熙六年，改流設府。八年，省廣西府維摩州，分其地來隸。雍正六年，命侍郎杭奕祿、學士任蘭枝賜交阯鉛廠河內地四十里，以馬白賭咒河下流為界。八年，置文山縣為府治。嘉慶二十五年，改馬白關同知為安平廳，仍屬府。領廳一，縣一：文山縣、安平廳。

## 延伸阅读
[在维基数据编辑]
 《欽定古今圖書集成·方輿彙編·職方典·開化府部》，出自陈梦雷《古今圖書集成》